# Цона Лаурин (Болцано)
Цона Лаурин је насеље у Италији у округу Болцано, региону Трентино-Јужни Тирол.
Према процени из 2011. у насељу је живело 793 становника. Насеље се налази на надморској висини од 308 м.